# Rosario Orrego
Rosario Orrego Castañeda -conocida también como Rosario Orrego de Uribe, Rosario Orrego de Chacón o su seudónimo Una madre (Copiapó, 1831-Valparaíso, 21 de mayo de 1879) fue una novelista, poetisa, editora, periodista y educadora chilena, considerada la primera mujer novelista de Chile, una pionera en el campo poético femenino en dicho país. Es considerada como una de las precursoras de la literatura femenina a nivel hispanoamericano.
Cultivó la novela y poesía, e inició su carrera literaria en la La Semana; como editora, fundó en 1873 la revista Valparaíso, donde colaboraron además, tres de sus hijos.
Fue también, la primera mujer en integrar una academia de literatos: la Academia de las Bellas Letras en Santiago, conformada a mediados del siglo XIX por la élite intelectual chilena.

## Biografía
Algunos datos de su biografía no están claros: nació en la ciudad de Copiapó, probablemente en el año 1831, hija de Manuel Andrés Orrego y Rosario Castañeda, aunque, en la publicación póstuma, se indica 1834 como el año de su nacimiento y Carvallo como el apellido de su madre.
A la edad de catorce años se casó con Juan José  Uribe, el acaudalado industrial minero de Chañarcillo, con quien tuvo cinco hijos: Héctor, Luis, Laura, y las escritoras Ángela y Regina Uribe Orrego, quien fue la primera mujer en recibir el título de bachiller en humanidades en Chile. La mayor parte de su vida residió en Valparaíso, ciudad donde emigró en 1853 tras la enfermedad de su esposo.
Tras enviudar, en 1874 se casó con el jurista, periodista y también escritor Jacinto Chacón Barrios, tío de Arturo Prat. Chacón es considerado uno de los precursores del espiritismo en Chile y en su honor se fundó la asociación espiritista Centro Jacinto Chacón en Valparaíso en 1904. Rosario Orrego también participó de esta práctica.

## Producción literaria
Tuvo una destacada participación en el campo de las letras chilenas durante la segunda mitad del siglo XIX, actividad que desarrolló casi en su totalidad en Valparaíso; además, participó en varias organizaciones literarias y filantrópicas en pro de los derechos de las mujeres. Al respecto, durante esta época «se destaca su  vehemente propósito y campaña por ampliar la instrucción y educación de la mujer, como también un acentuado  espíritu solidario hacia los más desvalidos de la sociedad».
Escribió en una serie de revistas y periódicos a lo largo de su vida, entre ellos La Revista del Público, Sud-América, Chilena, La Semana y la Revista del Pacífico —que fundó su segundo esposo, Jacinto Chacón—; además, en 1873 fundó y editó la revista Valparaíso.
En 1872, José Victorino Lastarria la nombra socia honoraria de la Academia de las Bellas Letras en Santiago, lo que la transformó en la primera mujer que integró una organización de este estatus en la historia de Chile, «dato que ilustra acerca de su valía e importancia en las letras nacionales».

### Novela

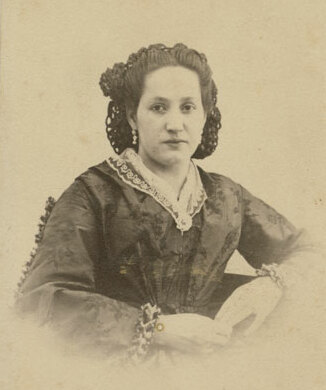
Rosario Orrego

Debutó en el mundo de la novela con Alberto el jugador, un texto «de corte romántico y costumbrista donde se observa el ambiente de la burguesía y se confrontan los códigos morales y sociales del momento», que publicó por entregas a principios de la década de 1860 en la Revista del Pacífico.
Su segunda novela —probablemente inconclusa— se tituló Los busca vidas: novela de costumbres, apareció en 1862. En ella, muestra una mayor preocupación social y una mirada de la situación de las mujeres en los conflictos sociales de la época que reveló «un conocimiento profundo de un momento de auge en la vida nortina cuando llegaban personas de todas partes a buscar trabajo y 
riqueza, produciéndose de este modo el ascenso de una burguesía minera».
En 1870 publicó Teresa, una novela romántica con tintes políticos que se ambientó en los albores de la Independencia de Chile, y que «quiebra los parámetros convencionales del abordaje al sujeto mujer en la literatura» chilena del siglo XIX.
Esta trilogía transformó a Rosario Orrego en una de las precursoras de la novela hispanoamericana junto a Juana Manso, Mercedes Marín, Gertrudis Gómez de Avellaneda, Júlia Lopes de Almeida, Clorinda Matto de Turner, Manuela Gorriti y Mercedes Cabello de Carbonera, entre otras.

### Poesía
Incursionó también en la poesía, género literario que abordó a través de varias colaboraciones en la revista La Semana, donde firmaba bajo el seudónimo «Una Madre». Durante esa época tuvo un sentido autocrítico de su trabajo: dijo «yo pude estimar lo poco que valían esos pobres versos, porque lo criticaban en mi presencia». Tal anonimato duró catorce años, hasta que en 1872, y a instancias de sus amigos y editores, optó por firmar sus trabajos con su nombre. Junto a las escritoras atacameñas Mercedes Marín del Solar y Nicolasa Montt de Marambio, es considerada como una de las pioneras en el campo de la poesía femenina de Chile.

### Periodismo
Por otro lado, en 1873 fundó y editó la Revista Valparaíso, un medio de comunicación de periodicidad quincenal que se dedicó a las artes, letras y ciencias; aquí, además, colaboró con notas de prensa junto a sus hijos Regina, Luis y Laura. Fue en esta revista donde publica por entregas su tercera novela, titulada Teresa. Por su labor periodística, es considerada una de las primeras mujeres que cultivó el periodismo en Chile.

### Recepción crítica
Su obra ha sido destacada, aunque de manera intermitente, durante los últimos dos siglos, desde su contexto de producción hasta la actualidad. Entre estos, se encuentran sus coetáneos, Ricardo Palma, José Victorino Lastarria, Augusto Orrego Luco, Soledad Acosta, entre otros. Sin embargo, en las últimas tres décadas ha habido un creciente interés en la reedición de sus novelas y el estudio de sus producciones.

## Obras
- Alberto el jugador (Santiago: Editorial Cuarto Propio, 2001; 1860).
- Sus mejores poemas, artículos y su novela corta "Teresa" (Santiago: Editorial Nascimento, 1931).
- Obra completa: Rosario Orrego 1831 - 1879 (Copiapó: [s.n.], 2003).